# Walkelin
Walkelin (... – 3 gennaio 1098) è stato un vescovo cattolico inglese.
È stato il primo vescovo normanno di Winchester. Diede inizio alla costruzione della cattedrale di Winchester nel 1079 e fece demolire l'Old Minster. Riformò l'amministrazione della cattedrale, anche se il suo piano di sostituire i monaci con sacerdoti secolari fu bloccato dall'arcivescovo di Canterbury, Lanfranco. Walkelin fu tra i promotori dell'organizzazione della Fiera di St Giles a Winchester e fu molto attivo nella politica nazionale. Per esempio firmò l'Accordo di Winchester, partecipò al Concilio di Londra del 1075 e si adoperò per risolvere un conflitto tra Anselmo di Canterbury e Guglielmo II. Verso la fine della sua vita fu reggente d'Inghilterra per alcuni mesi.

## Biografia

### Inizi della vita ecclesiastica
Walkelin fu cappellano reale di Guglielmo il Conquistatore, ma è improbabile che fosse suo parente. Prima della conquista normanna era probabilmente un canonico della cattedrale di Rouen.
Al Concilio di Winchester dell'aprile 1070 i legati pontifici deposero Stigand come vescovo di Winchester. Egli era stato scomunicato da cinque diversi papi per cumulo di benefici, poiché era arcivescovo di Canterbury e contemporaneamente vescovo di Winchester. Walkelin fu nominato vescovo il 23 maggio 1070 e il 30 maggio fu consacrato dal legato pontificio Ermenfrido di Sion.

### Vescovo di Winchester

#### Riforma dell'amministrazione della cattedrale
Walkelin intendeva sostituire il capitolo monastico della cattedrale con un capitolo secolare. Dal momento che la maggior parte del denaro andava ai monaci, tale cambiamento, per il quale aveva ottenuto l'approvazione reale, lo avrebbe aiutato a finanziare i suoi collaboratori nonché eventuali futuri progetti di costruzione. Tuttavia, Lanfranco, monaco che era stato appena consacrato arcivescovo di Canterbury da un gruppo di vescovi tra cui lo stesso Walkelin, si oppose al progetto e riuscì a bloccarlo con successo.
Secondo il suo successore William Giffard, per raccogliere fondi in un'altra maniera Walkelin divise i beni della diocesi tra sé e il monastero, e si appropriò di parte dei terreni e dei patronati dei monaci. Per realizzare questi cambiamenti Walkelin chiese il consenso del Priore di Winchester e, poiché precedentemente aveva nominato a questa carica suo fratello Simeone, questo consenso fu facile da ottenere.
Comunque, negli Annali di Winchester si afferma che Walkelin migliorò notevolmente la cattedrale ed il monastero "nella devozione, nel numero dei monaci e negli edifici".

#### Costruzione della nuova cattedrale

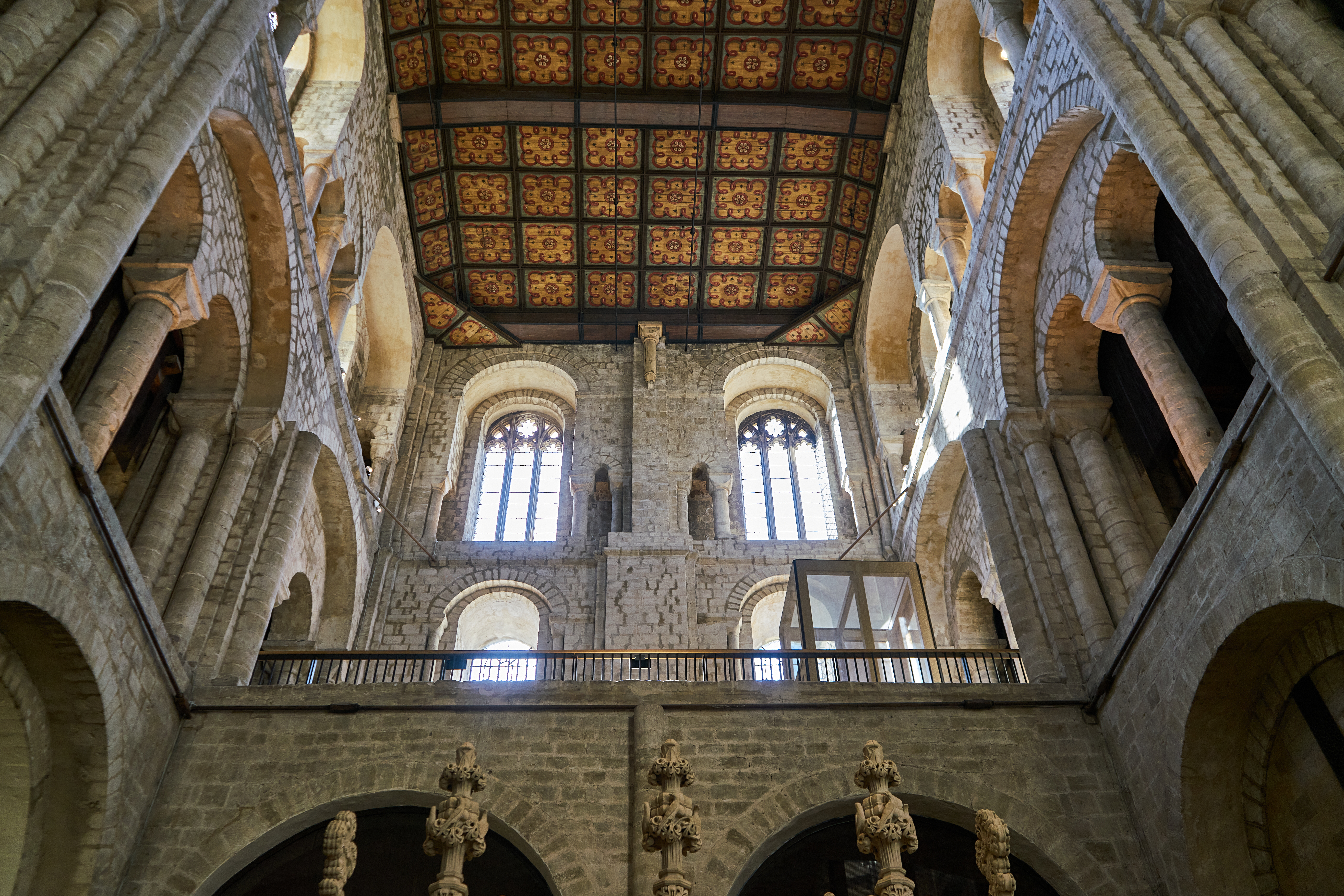
Transetto sud della cattedrale di Winchester, costruito principalmente sotto Walkelin

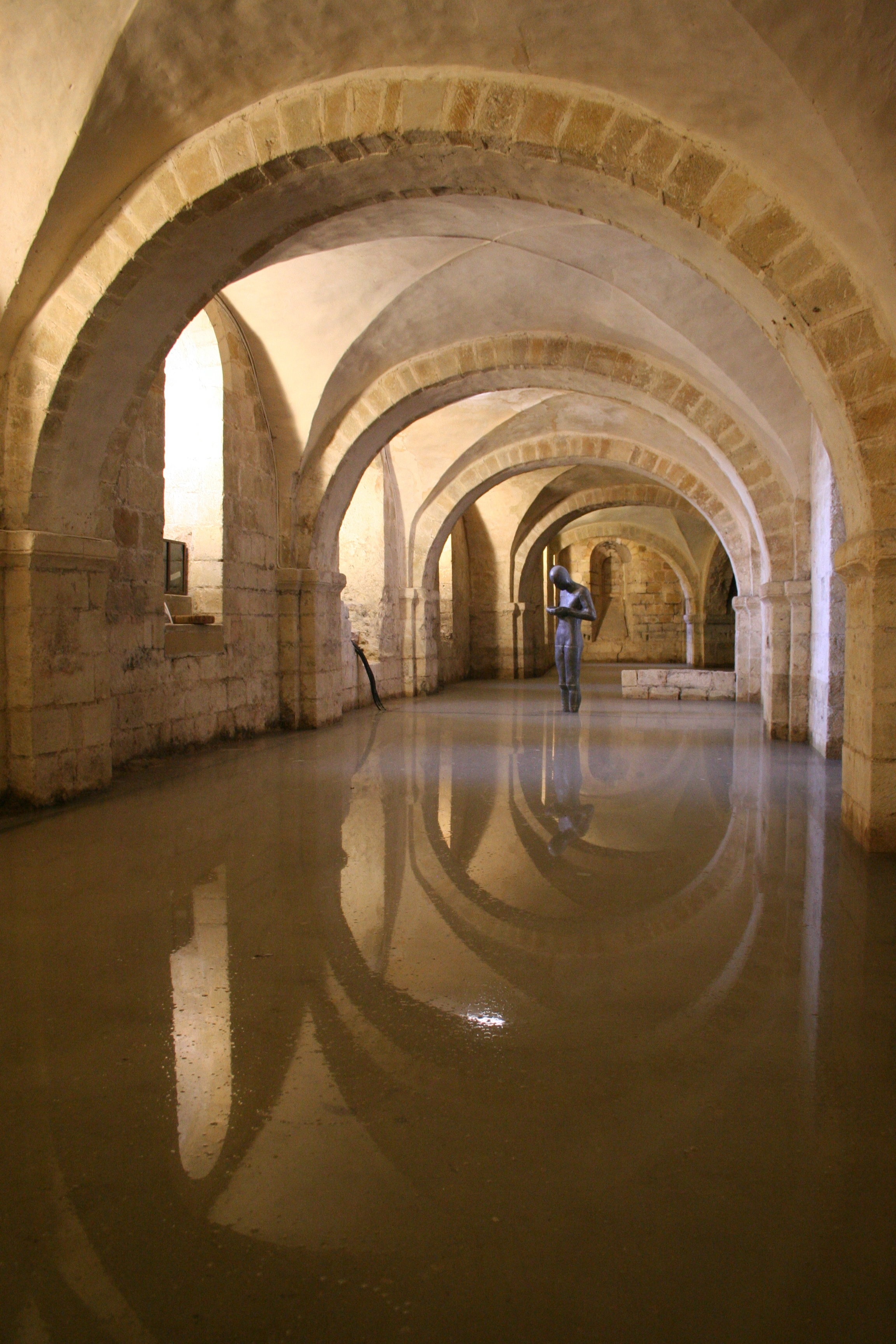
Cripta della cattedrale di Winchester, costruita durante l'episcopato di Walkelin

Nel 1079 Walkelin iniziò i lavori di una nuova chiesa cattedrale, l'attuale Cattedrale di Winchester, per sostituire l'Old Minster (Vecchia Cattedrale). Il progetto di Walkelin era di scala monumentale, prevedendo una lunghezza dell'edificio di circa 180 metri, quasi senza rivali rispetto ad altri progetti contemporanei.  I monaci si trasferirono nelle parti completate del nuovo edificio nel 1093, insieme alle reliquie di San Svitino custodite in un reliquario, consentendo così l'inizio della demolizione della Vecchia Cattedrale. È molto probabile che la costruzione iniziale sia stata completata durante l'episcopato di William Giffard intorno al 1122.
Gli Annali di Winchester raccontano una storia sulla raccolta di legname fatta da Walkelin per la costruzione della cattedrale. Si dice che nel 1086 Guglielmo I concesse a Walkelin quanto i suoi falegnami potevano ricavare in tre o quattro giorni da un determinato bosco. Per tutta risposta il vescovo radunò molti falegnami e nel tempo assegnato tagliò tutto il bosco, facendo arrabbiare il re. Walkelin evitò la sua ira indossando "un vecchio mantello" e implorandolo di garantirgli la sua regale amicizia e la sua cappellania, anche se avesse perso il suo ruolo di vescovo di Winchester. Ciò placò il re e Walkelin rimase vescovo. Nell'Oxford DNB, Michael J. Franklin usa la storia per suggerire che Walkelin e Guglielmo erano molto amici.
Attualmente i transetti, la cripta e talune parti della navata della cattedrale risalgono alla costruzione iniziale di Walkelin. La torre crollò nel 1107 e fu riedificata successivamente seguendo un disegno simile.

#### Attività politica
Walkelin era un'importante personalità religiosa anche al di fuori della sua diocesi. Fu uno dei vescovi che nel 1070 consacrò Lanfranco arcivescovo di Canterbury, che partecipò al Concilio di Londra nel 1075 e che fu firmatario dell'Accordo di Winchester. Officiò alla traslazione delle ossa di Sant'Edmondo, San Botulfo e San Fermino fatta dall'abate Baldovino e alla consacrazione del nuovo edificio dell'abbazia a Bury St Edmunds nell'aprile 1095, al posto del vescovo locale di Thetford, Herbert de Losinga. Walkelin concesse un'indulgenza a tutti coloro che visitavano il sepolcro di Sant'Edmondo.
Come la maggior parte dei vescovi di Winchester, Walkelin era coinvolto nella politica reale e secolare. Sottoscrisse come testimone molte carte reali sia sotto Guglielmo I che sotto Guglielmo II. Fu uno dei magnati di Guglielmo II che dovette affrontare una ribellione di monaci dell'Abbazia di Sant'Agostino a Canterbury nel 1089, insieme a Gundulf di Rochester. Tentò di persuadere Anselmo, arcivescovo di Canterbury, a rinunciare alla sua richiesta di potersi recare a Roma per dirimere una disputa con Guglielmo II nel 1097. Dopo la consacrazione dell'abbazia di Battle nel 1094, alla quale era presente anche Walkelin, Guglielmo II concesse l'autorizzazione della Fiera di St Giles, una delle più grandi fiere medievali d'Inghilterra, che si rivelò molto importante per l'economia di Winchester. Walkelin fu reggente d'Inghilterra insieme a Rainulfo Flambard nel novembre 1097, durante il viaggio di Guglielmo II a Roma.

### Morte
Walkelin morì il 3 gennaio 1098. Secondo il benedettino Thomas Rudborne fu sepolto nella navata della cattedrale, di fronte al presbiterio, ed il suo epitaffio fu:
| Originale in latino                        | Traduzione in italiano                                |
| ------------------------------------------ | ----------------------------------------------------- |
| Praesul Walklynus istic requiescit humatus | Il vescovo Walkelin riposa qui sepolto                |
| Tempore Willelmi Conquestoris cathedratus  | Fu in cattedra al tempo di Guglielmo il Conquistatore |

## Famiglia
Il fratello di Walkelin, Simeone, era monaco a Rouen, poi fu priore di Winchester ed in seguito abate di Ely, dove iniziò la costruzione dell'attuale cattedrale. Walkelin aveva nominato Simeone priore di Winchester. Come già evidenziato sopra, questo fatto lo aveva aiutato a dividere i beni tra i monaci ed i suoi collaboratori.
Il nipote di Walkelin, Gerard, fu precentore di Rouen, in seguito vescovo di Hereford dal 1096 e, infine, arcivescovo di York dal 1100. Fu anche Lord Cancelliere dal 1085 al 1092, sia durante il regno di Guglielmo I che durante quello di Guglielmo II.

### Esplicative
1. ↑  Altre grafie del nome sono Walchelin/Walchelyn (inglese/normanno-francese), Vauquelin (normanno-francese), o Walcalinus/Walklynus (latino).
2. ↑  Ecclesiam Wintoniensem in religione et numero monachorum et in domorum aedificiis plurimum melioravit — Winchester Annals
3. ↑  Vetusta capa — Annali di Winchester

### Bibliografiche
1. 1 2 3 4 5 6 7 8 9 10 11 12 13 14 15 16 17 18 19  (EN) Walkelin (d. 1098), bishop of Winchester, su Oxford Dictionary of National Biography. URL consultato il 4 febbraio 2024.
2. 1 2   WINCHESTER: Bishops | British History Online, su www.british-history.ac.uk, vol. 2,  pp. 85-87. URL consultato il 4 febbraio 2024.
3. 1 2 3  (EN) David S. Spear, The Norman Empire and the Secular Clergy, 1066-1204, in Journal of British Studies, vol. 21, n. 2, 1982-04,  pp. 1-10, DOI:10.1086/385787. URL consultato il 4 febbraio 2024.
4. 1 2  (EN) Stigand (d. 1072), archbishop of Canterbury, su Oxford Dictionary of National Biography. URL consultato il 4 febbraio 2024.
5. 1 2   Priors of Winchester | British History Online, su www.british-history.ac.uk. URL consultato il 4 febbraio 2024.
6. 1 2   Copia archiviata, su pase.ac.uk. URL consultato il 16 dicembre 2023 (archiviato dall'url originale il 9 febbraio 2023).
7. 1 2 3 4 5 6 7   Robert Willis, Architectural History of Winchester Cathedral, Friends of Winchester Cathedral, 1º giugno 1980, ISBN 978-0-903346-11-5.
8. 1 2 3 4   Frank Barlow, William Rufus, Yale English monarchs, Yale Univ. Press, 2000,  pp. 206-209, ISBN 978-0-300-08291-3.
9. ↑   List 1: Archbishops | British History Online, su www.british-history.ac.uk. URL consultato l'8 febbraio 2024.
10. ↑  (EN) Janet Burton, Gerard (d. 1108), bishop of Hereford and archbishop of York, vol. 1, Oxford University Press, 23 settembre 2004, DOI:10.1093/ref:odnb/10547. URL consultato l'8 febbraio 2024.